# M2輕型戰車
M2輕型戰車（英語：M2 Light Tank）是美國於第二次世界大戰前所使用的一款輕戰車，並在二戰中有限度地服役於美軍中。該戰車最常見的型號為裝備了一門37公釐的M5戰車砲、一挺M2重機槍與5挺M1919機槍的M2A4。
M2輕型戰車是由岩石島兵工廠所生產的原型車T2戰車發展而來，它使用了維克斯形式的片彈簧懸吊系統。這種懸吊系統在1935年生產的T2E1被更為優越的豎錐形彈簧懸吊系統所取代，並在做了些微改良後，在1936年以M2A1的型號生產了10輛原型車。戰前的主要型號M2A2共生產了239輛，並在戰間期中成為美軍步兵單位的主要戰車。然而西班牙內戰的結果顯示了僅裝備機槍的戰車，其火力是相當不足的。這使得後來的型號M2A4裝備了一門37毫米的主炮作為主要武裝，該型號共製造了375輛，最後的十輛遲至1942年四月才建造完成。
M2輕型戰車唯一參與過的實戰是在1942年於太平洋戰爭期間為美國海軍陸戰隊第一戰車營所使用。然而，一般相信M2A4也曾在緬甸及印度被英國第7驃騎兵團與第2皇家戰車團用以參與對抗大日本帝國陸軍第14戰車聯隊的作戰中。M2A4衍生出了M3輕型戰車，M2中型坦克以及M4火砲牽引機。M3斯圖亞特輕戰車在整場戰爭中都被廣泛地使用，而M2中型坦克即便是種失敗的設計，卻衍生出了M3李戰車以及更優秀的M4雪曼戰車系列。

## 發展歷史
美國陸軍的步兵支援戰車發展始於1920年代設計的T1輕戰車，該車稍後更發展出了一系列的實驗性車輛，但都沒有進入生產線。1925年開始發展的T2輕戰車，汲取了許多T1的設計概念，但使用了一款與維克斯六噸戰車相同的懸吊系統。第一輛原型車於1933年製造出來。
《1920年防衛法案》（Defense Act of 1920）明文定義了坦克的功能是支援步兵作戰。1920年代有好幾位戰略理論家指出坦克應該擁有高速移動的能力來勝任一些獨立作戰的角色，也就是現代化的騎兵部隊。英軍方面對於此種理論的回應是巡航戰車，而同樣擁有高速的相近車種設計獲准以不同的名稱進行發展。由於防衛法案限制了坦克的發展必須有助於協同步兵作戰，美軍騎兵部隊便以「戰鬥車」的名義進行新一代戰車的開發。為了擁有較高的速度，新的「T5戰鬥車」首次使用了新型的豎錐形彈簧懸吊系統，該系統經證明無疑地比維克斯戰車使用的片彈簧懸吊系統來的優秀。
T5戰鬥車在1934年四月衍生出了T2輕戰車的第二個原型，也就是T2E1，它採用了來自T5戰鬥車的VVSS系統。T2E1擁有一個固定砲塔，其上裝備了一挺M1919機槍（口徑7.62毫米）以及一挺M2重機槍（口徑12.7毫米）；另外一挺M1919機槍則安裝在車體前方。1935年T2E1被選中，並以M2的名稱進入生產，然而它只裝備了一挺安裝於小型一人炮塔上的M2重機槍，以及一挺安裝於車體的M1919機槍。
該型號在僅僅製造了十輛後，美軍步兵單位便決定在原車上新增一個砲塔，並在新增的砲塔上安裝一挺.30口徑機槍（口徑7.62釐米），並定名為M2E2。這些擁有雙砲塔的早期型號戰車被部隊取了個「梅·蕙絲」的綽號——一位胸部豐滿的當紅女星。雙砲塔的設計相當沒有效率，但這是1930年代輕戰車從維克斯系列戰車發展而來的一項特色，諸如蘇聯的T-26輕戰車以及波蘭的7TP輕戰車都受到維克斯六噸戰車設計的影響。後續對M2A2懸吊系統的改良促成了A3型的生產。改良後的懸吊系統減少了戰車的地面壓力，並使整體重量上升至10公噸。
西班牙內戰之後，包含美軍在內的多國陸軍皆體認到了他們需要一種裝有主砲而非僅僅裝備機槍的戰車。美軍的騎兵部隊早已挑選了一款外形近似M1戰鬥車的大型單一砲塔。1938年12月，OCM#14844命令要求從生產線上挑選一輛M2A3進行改裝，這些改裝包括裝甲增厚以及武裝加強以符合美軍步兵部隊的需求。這輛改裝後的M2A3，稍後又經歷了一些改變，最終定名為M2A4。它裝備了一門37毫米的M5戰車砲作為主砲,擁有一英吋厚（25毫米）的裝甲，以及一具七缸汽油引擎。其他升級包括了改良懸吊系統、改良傳動系統以及更優秀的引擎冷卻系統。M2A4於1940年5月開始由美國汽車與鑄造公司進行量產，而生產一直持續到1941年的3月，隨後又有10輛額外新增的M2A4於1942年4月被生產出來，總計生產了375輛。美國陸軍對媒體發布的照片顯示了1941年7月時M2A4仍然在生產，即便當時的生產線早已轉為生產M3輕型戰車了。

### 衍生車種

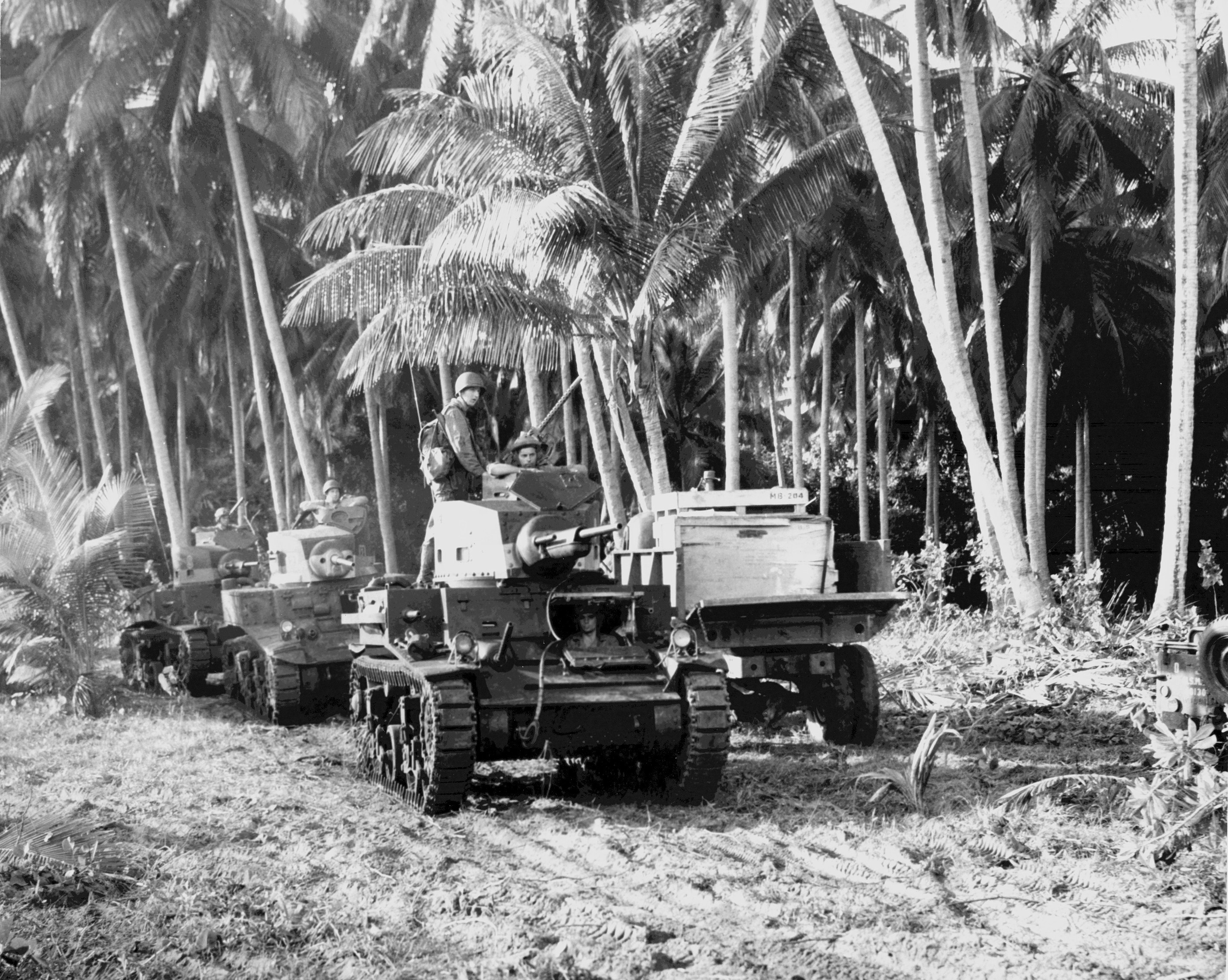
一輛於瓜達康納爾島上行駛的M2A4，其後跟隨著一輛M3斯圖亞特輕型戰車以及另一輛M2A4

M2輕型戰車衍生出了美軍M3及M5系列的輕型戰車。美軍軍械部視M2A4為一權宜之計的過渡戰車，改良工程至1940年6月才展開。第一輛M3斯圖亞特輕型戰車於1941年3月開始生產；原型以鉚釘固定的M3戰車與M2A4十分相似，有時兩種型號也會服役於同一個單位，最易區別兩者的特徵是後方的惰輪。在M2A4上，惰輪位於較為上方的位置，而M3輕型戰車的惰輪則較靠近地面，這是為了增強較重車輛的懸吊能力。M3保留了與M2A4相同的大陸W-670引擎，但增加了½英吋的裝甲厚度（總厚度1½英吋），重量則增至14噸。M3最初採用了與M2A4相同的37毫米主砲以及至於車體前方的機槍，但它的砲塔稍後又有改良。最終共有4500輛的各式型號被製造出來。

## 型號
- M2A1（1935年）

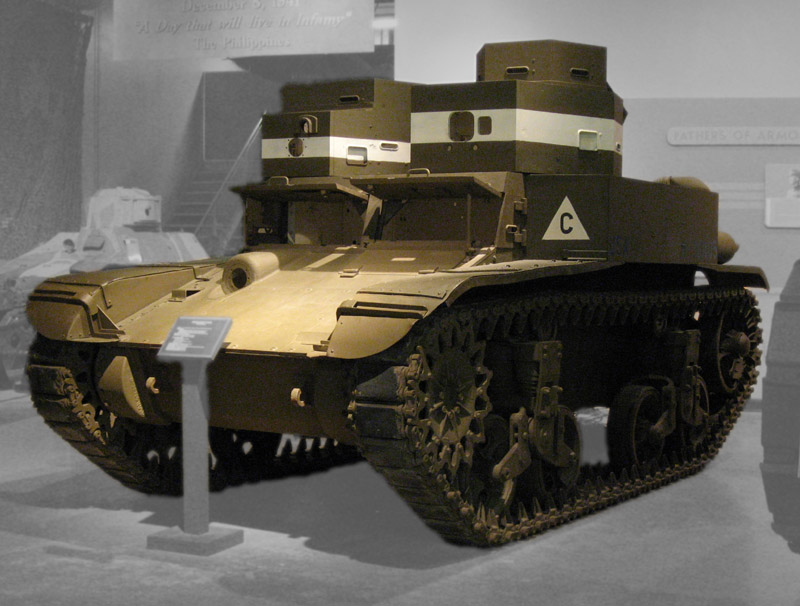
在肯塔基諾克斯堡巴頓騎兵與裝甲博物館中展示的M2A2「梅·蕙絲」。

  - 最初的生產型，裝有一個固定砲塔，武裝為一挺12.7毫米口徑重機槍。共有17輛被製造出來。[2]
- M2A2（1935年）
  - 裝有兩個砲塔，左砲塔安裝一挺12.7毫米口徑重機槍、右砲塔安裝一挺7.62毫米口徑機槍，兩個砲塔相互限制了彼此的視野及射界。該型號獲得了「梅·蕙絲」的綽號。1936年至1937年間共製造了239輛。
- M2A3（1938年）
  - 裝有兩個砲塔，左砲塔安裝一挺12.7毫米口徑重機槍、右砲塔安裝一挺7.62毫米口徑機槍，並擁有增厚的裝甲。車身長度些微增加，並改進引擎馬力輸出、改良變速系統，更優秀的引擎冷卻系統以及其他細微更動。共製造了72輛。[2]
- M2A4（1939年）
  - 單一砲塔，裝備一門37毫米戰車砲。擁有更為厚重的裝甲。共製造了375輛。軍械部的生產訂單於1939年十月到達美國汽車與鑄造公司。該型號的唯一實戰紀錄是瓜達康納爾戰役，1941年12月後便僅作訓練用途。[2]

## 技術數據
M2A4長4.42公尺，寬2.46公尺，高2.64公尺，全重11.6公噸。它使用豎錐形彈簧懸吊系統，極速可達每小時58公里，最大行程為320公里。它擁有一門37公釐的M5戰車砲（備彈103發），一挺口徑12.7毫米的M2重機槍（備彈1,800發），以及五挺M1919機槍（備彈8,470發）。M2A4的裝甲厚度介於6毫米至25毫米之間。它使用的大陸W-670 9A七缸星型引擎可輸出250匹馬力。該車成員共有四人，包含車長（兼裝填手）、炮手、駕駛以及副駕駛。

## 電玩遊戲
《戰爭雷霆》
《戰車世界系列》
《應徵入伍》

### 引用
1. ↑  Zaloga (1999), p. 4.
2. 1 2 3  Chamberlain & Ellis (1969), pp. 86–87